# ポール・エルー

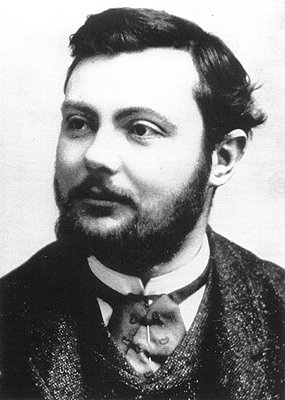
ポール・エルー

ポール・エルー（フランス語:Paul Louis-Toussaint Héroult、1863年4月10日 - 1914年5月9日）は、フランスノルマンディー出身の化学者。アルミニウムの溶融塩電解法を発明し、アルミニウムを製造した。また、生没年が一緒のアメリカの化学者、発明家であるチャールズ・マーティン・ホールと同時に1886年、ホール・エルー法を発明したことで知られる。ただし、同時期にアルミニウムの溶融塩電解法を開発し、生没年も一緒のホールとは関係がなく、面識もない。

## 生涯

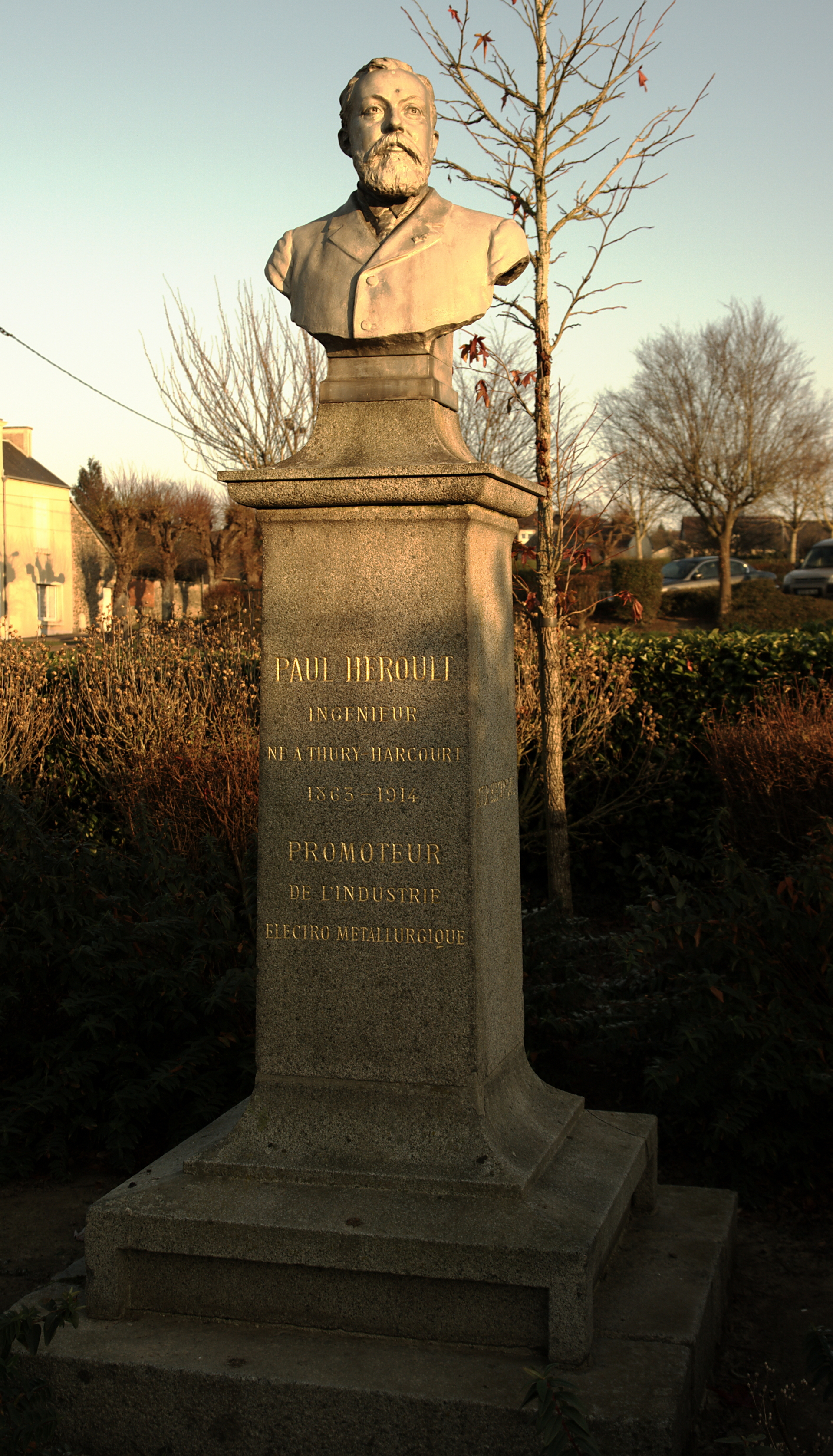
en:Thury-Harcourtにあるエルーの像

1863年4月10日、フランスのノルマンディーになめし革工場を営む父のもとで生まれる。15歳の頃、フランスの化学者であるen:Henri Sainte-Claire Devilleのアルミニウムに関する論文を読んだ。高等学校を卒業し、1882年には鉱山学校に入学した。
鉱業について研究していたエルーだったが、やがて父が亡くなり、父の工場を継ぐことになる。当時から金属の電気精錬に興味を持ち、当時銀よりも高級でアクセサリーにも使われていたアルミニウムを安価にできないか考えた。
1886年、小さな発電機を用いて溶融した氷晶石に酸化アルミニウムを溶解させ、電解でアルミニウムを製造する方法を発明し、特許を得た。上記で記載した通り、ホールもエルーと同時期にアルミニウムの製造に成功しており、二人の業績を讃えてホール・エルー法と呼ばれている。
1889年、アメリカに渡り、アルミニウム製法の試験設備を建設したものの失敗に終わる。その後はフランスに帰国し、アルミニウム製造工場を指導した。
また、エルーは電気製鋼炉（エルー炉）を発明した。フェロクロムやフェロタングステンの製造に成功し、水力発電にも貢献した。1900年には鉄くずを溶解し、軟らかい鉄鋼を作ることに成功した。
1905年、いくつかの企業に技術顧問として雇われ、アメリカの工場に招かれた。
1914年5月9日、地中海でヨットに乗っている最中に亡くなった。